# Ley de ordenación jerárquica de la procesión sintáctica

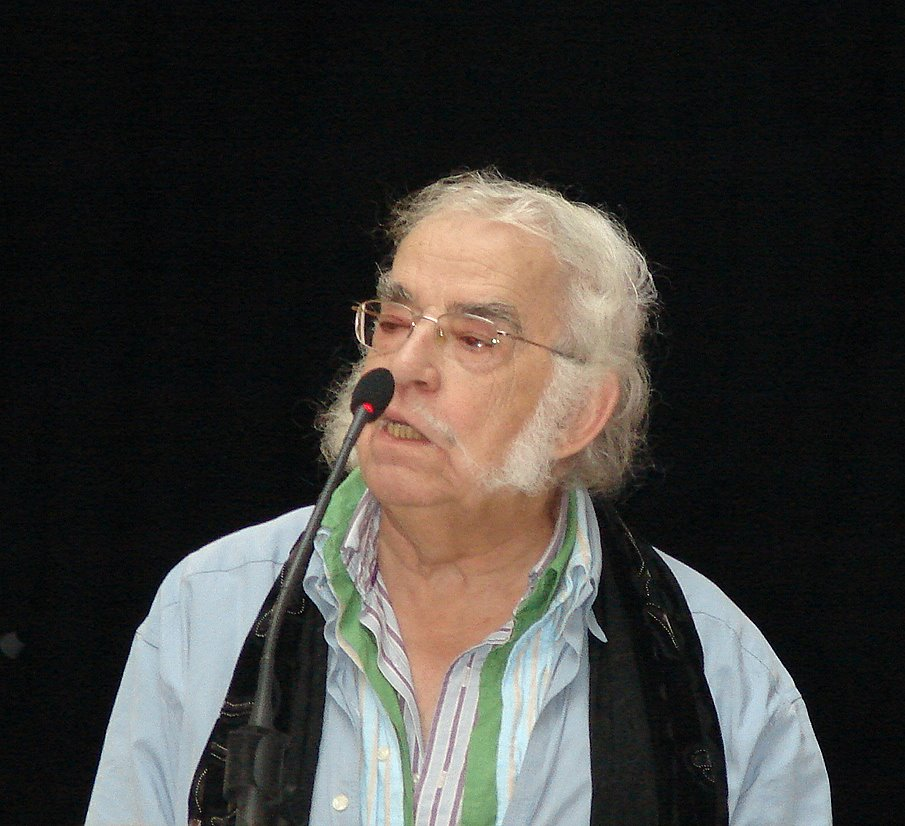
Agustín García Calvo

La Ley de ordenación jerárquica de la procesión sintáctica es una ley de lingüística general formulada por Agustín García Calvo, en París, en 1972. Según esta ley: "Cuando en la producción linear de una frase alternan miembros subordinados o dependientes los unos de los otros (como, por ejemplo, un determinante respecto a su determinado o una oración subordinada respecto a su principal) todos los órdenes de procesión pueden permitirse salvo aquél por el cual el miembro subordinante (...) quedara, todo él o parte suya, inserto dentro del miembro subordinado (...)".
El hecho de que esta ley no haya sido formulada, anteriormente, García Calvo lo atribuye a que puede haber resultado demasiado evidente o incluso una verdad de Pedro Grullo, pero a su juicio era conveniente la formulación de esta ley por dos razones: La primera es que para el lingüista no hay 

(...) "nada más propio de la Gramática que el enunciar verdades de Perogrullo, y por semejante modo a como el burgués ennoblecido se entera de que habla en prosa, así la conciencia gramaticalmente esclarecida no puede llegar a saber sino lo que ya se sabe desde el momento en que se habla".
García Calvo, 1973, p. 39

y la segunda es porque esta regla tiene algunas excepciones, no en la lengua hablada común, pero sí en la literaria, en casos extremos de hipérbaton, como, por ejemplo, en estos versos de Luis de Góngora y Argote: 

"Estas que me dictó rimas sonoras
culta sí aunque bucólica Talía
oh excelso conde, en las púrpuras horas (...)"